# 후쿠하라 미네오
후쿠하라 미네오(일본어: 福原 峰夫, 1957년 9월 20일 ~ )는 일본의 전 프로 야구선수이자, 야구 지도자이다.

## 인물
도쿄도 출신으로 호세이 대학을 졸업, 사회인 야구팀을 거쳐 1981년 드래프트 번외로 한큐 브레이브스에 입단하여 내야수로 활약했다. 1984년 일본 시리즈에서 만루 홈런을 포함한 2개의 홈런과 승리타점 2개를 기록하는 등 좋은 성적을 남겼다. 1992년에는 현역에서 은퇴했다.
1993년부터 1994년까지 오릭스 블루웨이브 2군 내야 수비 주루 코치, 1995년부터 1999년까지 오릭스 1군 내야 수비 주루 코치, 2000년 ~ 2001년에는 주니치 드래건스 2군 수비 주루 코치, 2002년은 주니치 1군 내야 수비 주루 코치, 2004년 ~ 2006년 한신 타이거스 1군 내야 수비 주루 코치 등 여러 팀에서 코칭 스태프로 활동했고 2003년에 선 TV 야구 해설 위원·데일리 스포츠 야구 평론가로 활동했다.
2007년부터 2009년까지 KBO 리그 팀인 SK 와이번스에서 타격·수비 코치를 역임하였고, 2010년에는 퍼시픽 리그 팀인 도호쿠 라쿠텐 골든이글스의 내야 수비·주루코치로 내정되었지만. 같은 해 자신의 희망에 따라 라쿠텐의 코치직에서 사임했다.
2011년에는 2년 만에 KBO 리그 SK 와이번스의 코치로 복귀, 4월 10일에는 2군에서 코칭 스태프로 활동했다. 그러나 시즌 도중 8월 18일에는 김성근 감독의 해임에 의해 SK에서 사임했다. 같은 해 12월 24일에 다른 한국 프로 야구 팀인 한화 이글스의 수비 코치로 발탁되었으나, 시즌 후 한화를 떠났다. 이후 2016년에 SK 와이번스 수비코치로 임명되었다. 하지만 일신상의 이유로 사임하고 요코하마 DeNA 베이스타스 야수종합 코치로 활약하다가 2018 시즌을 마치고 퇴임을 했다.

## 출신 학교
- 슈토쿠 고등학교
- 호세이 대학

## 선수 경력
사회인 시대
- 닛폰 통운 우라와

프로팀 경력
- 한큐 브레이브스·오릭스 브레이브스·오릭스 블루웨이브(1982년 ~ 1992년)

## 지도자·기타 경력
- 오릭스 블루웨이브 2군 내야 수비 주루 코치(1993년 ~ 1994년)
- 오릭스 블루웨이브 1군 내야 수비 주루 코치(1995년 ~ 1999년)
- 주니치 드래건스 2군 수비 주루 코치(2000년 ~ 2001년)
- 주니치 드래건스 1군 내야 수비 주루 코치(2002년)
- 한신 타이거스 1군 내야 수비 주루 코치(2004년 ~ 2006년)
- SK 와이번스 수비·주루 코치(2007년 ~ 2009년)
- 도호쿠 라쿠텐 골든이글스 1군·2군 내야 수비 코치(2010년)
- SK 와이번스 1군 내야 수비 코치, 2군 코치(2011년)
- 한화 이글스 수비 코치(2012년)
- SK 와이번스 수비 코치 (2016년)
- 요코하마 DeNA 베이스타스 2군 야수 종합 코치(2017년 ~ 2018년)

## 연도별 성적
| 연도        | 소속         | 경 기 | 타 석 | 타 수 | 득 점 | 안 타 | 2 루 타 | 3 루 타 | 홈 런 | 루 타 | 타 점 | 도 루 | 도루 실패 | 희생 번트 | 희생 플라이 | 볼 넷 | 고의 사구 | 死 구 | 삼 진 | 병 살 타 | 타 율 | 출 루 율 | 장 타 율 | O P S |
| ----------- | ------------ | ----- | ----- | ----- | ----- | ----- | ------- | ------- | ----- | ----- | ----- | ----- | --------- | --------- | ----------- | ----- | --------- | ----- | ----- | -------- | ----- | -------- | -------- | ----- |
| 1982년      | 한큐· 오릭스 | 33    | 14    | 12    | 3     | 4     | 2       | 0       | 0     | 6     | 3     | 0     | 0         | 0         | 0           | 2     | 0         | 0     | 4     | 0        | .333  | .429     | .500     | .929  |
| 1983년      | 한큐· 오릭스 | 24    | 21    | 19    | 5     | 6     | 0       | 0       | 1     | 9     | 2     | 0     | 1         | 0         | 0           | 2     | 0         | 0     | 4     | 1        | .316  | .381     | .474     | .855  |
| 1984년      | 한큐· 오릭스 | 120   | 263   | 220   | 31    | 59    | 7       | 0       | 6     | 84    | 22    | 2     | 3         | 15        | 3           | 24    | 0         | 1     | 48    | 5        | .268  | .339     | .382     | .721  |
| 1985년      | 한큐· 오릭스 | 66    | 137   | 117   | 20    | 25    | 3       | 0       | 8     | 52    | 17    | 1     | 4         | 4         | 1           | 13    | 0         | 2     | 23    | 3        | .214  | .301     | .444     | .745  |
| 1986년      | 한큐· 오릭스 | 75    | 29    | 26    | 2     | 4     | 0       | 1       | 0     | 6     | 1     | 0     | 0         | 1         | 0           | 2     | 0         | 0     | 7     | 0        | .154  | .214     | .231     | .445  |
| 1987년      | 한큐· 오릭스 | 91    | 41    | 34    | 8     | 5     | 3       | 0       | 0     | 8     | 1     | 1     | 0         | 1         | 0           | 6     | 0         | 0     | 11    | 2        | .147  | .275     | .235     | .510  |
| 1988년      | 한큐· 오릭스 | 59    | 59    | 51    | 11    | 11    | 2       | 0       | 0     | 13    | 2     | 1     | 0         | 1         | 0           | 7     | 0         | 0     | 21    | 3        | .216  | .310     | .255     | .565  |
| 1989년      | 한큐· 오릭스 | 73    | 84    | 70    | 9     | 14    | 4       | 0       | 0     | 18    | 3     | 1     | 0         | 3         | 0           | 11    | 0         | 0     | 24    | 2        | .200  | .309     | .257     | .566  |
| 1990년      | 한큐· 오릭스 | 95    | 161   | 133   | 17    | 29    | 3       | 2       | 3     | 45    | 16    | 1     | 0         | 7         | 1           | 20    | 0         | 0     | 26    | 7        | .218  | .318     | .338     | .656  |
| 1991년      | 한큐· 오릭스 | 10    | 5     | 4     | 1     | 0     | 0       | 0       | 0     | 0     | 0     | 0     | 0         | 0         | 0           | 1     | 0         | 0     | 1     | 0        | .000  | .200     | .000     | .200  |
| 1992년      | 한큐· 오릭스 | 26    | 17    | 17    | 0     | 1     | 0       | 0       | 0     | 1     | 0     | 0     | 0         | 0         | 0           | 0     | 0         | 0     | 6     | 0        | .059  | .059     | .059     | .118  |
| 통산 : 11년 | 통산 : 11년  | 672   | 831   | 703   | 107   | 158   | 24      | 3       | 18    | 242   | 67    | 7     | 8         | 32        | 5           | 88    | 0         | 3     | 175   | 23       | .225  | .312     | .344     | .656  |

- 한큐(오릭스 브레이브스)는 1989년에 오릭스(오릭스 브레이브스·오릭스 블루웨이브)로 구단명을 변경.

## 등번호
- 40(1982년 - 1992년)
- 80（1993년 - 2002년、2010년）
- 85（2004년 - 2006년）
- 86（2017년 - 2018년）